# Stourport-on-Severn
Stourport-on-Severn är en stad och civil parish i Wyre Forest i Worcestershire i England. Orten har 18 889 invånare (2001).